# 1830
| [ Edytuj tabelę ]                                   | |
| Polska                                              | - 1830 Rząd Tymczasowy 1830 - 1830 Rada Najwyższa Narodowa 1831                                                                                  |
| Król Polski (tytularny)                             | - 1825 Mikołaj I Romanow 1830 |
| Emir Afganistanu                                    | - 1818 Al-Rajuo Ballaha 1842 |
| Współksiążęta Andory                                | - 1827 Simó Rojas de Guardiola y Hortoneda 1851 - 1824 Karol X Burbon 1830 - 1830 Ludwik Filip I 1848                                            |
| Prezydent Argentyny                                 | - 1829 gen. Juan Manuel de Rosas 1832 |
| Cesarz Austrii                                      | - 1804 Franciszek II Habsburg 1835 |
| Król Bawarii                                        | - 1825 Ludwik I 1848 |
| Prezydent Boliwii                                   | - 1829 Andrés de Santa Cruz 1839 |
| Cesarz Brazylii                                     | - 1822 Pedro I 1831 |
| Sułtan Brunei                                       | - 1829 Omar Ali Saifuddin II 1852 |
| Prezydent Chile                                     | - 1830 Francisco Ruiz-Tagle 1830 - 1830 José Tomás Ovalle 1831                                                                                   |
| Cesarz Chin                                         | - 1820 Daoguang 1850 |
| Król Czech                                          | - 1792 Franciszek II Habsburg 1835 |
| Król Danii                                          | - 1808 Fryderyk VI 1839 |
| Dalajlama                                           | - 1816 Cultrim Gjaco 1837 |
| Władca Egiptu                                       | - 1805 Muhammad Ali 1848 |
| Prezydent Ekwadoru                                  | - 1830 Juan José Flores 1834 |
| Premier Francji                                     | - 1829 Jules Armand de Polignac 1830 - 1830 Casimir de Mortemart 1830 - 1830 Jacques Laffitte 1831                                               |
| Król Francji                                        | - 1824 Karol X Burbon 1830 - 1830 Ludwik Filip I 1848                                                                                            |
| Prezydent Grecji                                    | - 1827 Joanis Kapodistrias 1830 - 1830 Awgustinos Kapodistrias 1831                                                                              |
| Prezydent Haiti                                     | - 1818 Jean-Pierre Boyer 1843 |
| Król Hawajów                                        | - 1824 Kamehameha III 1854 |
| Król Hiszpanii                                      | - 1813 Ferdynand VII 1833 |
| Król Holandii                                       | - 1815 Wilhelm I 1840 |
| Szach Iranu                                         | - 1797 Fath Ali Szah 1834 |
| Państwo Wielkich Mogołów                            | - 1806 Akbar Szah II 1837 |
| Król Irlandii                                       | - 1820 Jerzy IV Hanowerski 1830 - 1830 Wilhelm IV Hanowerski 1837                                                                                |
| Cesarz Japonii                                      | - 1817 Ninkō 1846 |
| Kalif                                               | - 1808 Mahmud II 1839 |
| Prezydent Kolumbii                                  | - 1827 Simón Bolívar 1830 - 1830 Joaquín Mosquera 1830 - 1830 gen. Rafael Urdaneta 1831                                                          |
| Patriarcha Konstantynopola                          | - 1826 Agatangel 1830 - 1830 Konstancjusz I 1834                                                                                                 |
| Władca Korei                                        | - 1800 Sunjo 1834 |
| Emir Kuwejtu                                        | - 1814 Dżabir I 1859 |
| Książę Liechtensteinu                               | - 1805 Jan I 1836 |
| Wielki książę Luksemburga                           | - 1815 Wilhelm I 1840 |
| Sułtan Maroka                                       | - 1822 Abd ar-Rahman 1859 |
| Prezydent Meksyku                                   | - 1830 Anastasio Bustamante 1832 |
| Książę Monako                                       | - 1819 Honoriusz V 1841 |
| Król Nawarry                                        | - 1824 Karol X 1830 |
| Król Nepalu                                         | - 1816 Rajendra 1847 |
| Premier Nepalu                                      | - 1806 Bhimsen Thapa 1837 |
| Król Norwegii                                       | - 1818 Karol III Jan 1844 |
| Sułtan Omanu                                        | - 1807 Sa’id ibn Sultan 1856 |
| Papież                                              | - 1829 Pius VIII 1830 |
| Konsul Paragwaju                                    | - 1814 José Gaspar Rodríguez de Francia 1840 |
| Książę Parmy i Piacenzy                             | - 1814 Maria Ludwika 1847 |
| Prezydent Peru                                      | - 1829 Agustín Gamarra 1833 |
| Król Portugalii                                     | - 1828 Michał 1834 |
| Król Prus                                           | - 1797 Fryderyk Wilhelm III 1840 |
| Car Rosji                                           | - 1825 Mikołaj I 1855 |
| Król Saksonii                                       | - 1827 Antoni Wettyn 1836 |
| Kapitanowie Regenci San Marino                      | - 1829 Giuseppe Mercuri Filippo Filippi 1830 - 1830 Giuliano Malpeli Marino Lonfernini 1830 - 1830 Giambattista Onofri Pier Antonio Damiani 1831 |
| Książę Serbii                                       | - 1815 Miłosz I Obrenowić 1839 |
| Król Sardynii                                       | - 1821 Karol Feliks 1831 |
| Król Szwecji                                        | - 1818 Karol XIV Jan 1844 |
| Król Tajlandii                                      | - 1824 Rama III 1851 |
| Sułtan Turków                                       | - 1808 Mahmud II 1839 |
| Prezydent Urugwaju                                  | - 1830 Fructuoso Rivera 1834 |
| Prezydent USA                                       | - 1829 Andrew Jackson 1837 |
| Prezydent Wenezueli                                 | - 1830 José Antonio Páez 1835 |
| Król Węgier                                         | - 1792 Franciszek 1835 |
| Monarcha Wielkiej Brytanii                          | - 1820 Jerzy IV 1830 - 1830 Wilhelm IV 1837 |
| Premier Wielkiej Brytanii                           | - 1828 Arthur Wellesley 1830 - 1830 Charles Grey 1834                                                                                            |
| Cesarz Wietnamu                                     | - 1820 Minh Mạng 1841 |
| Prezydent Wielkiej Kolumbii                         | - 1819 Simón Bolívar 1830 - 1830 Domingo Caycedo 1830 - 1830 Joaquín Mosquera 1830 - 1830 Rafael Urdaneta 1831                                   |
| Prezydent Zjednoczonych Prowincji Ameryki Środkowej | - 1829 José Francisco Barrundia 1830 - 1830 Francisco Morazán 1839                                                                               |

Rok 1830 / MDCCCXXX
stulecia: XVIII wiek ~
XIX wiek ~
XX wiek

dziesięciolecia:
1800–1809 •
1810–1819 •
1820–1829 •
1830–1839
• 1840–1849
• 1850–1859
• 1860–1869

lata: 1820 «
1825 «
1826 «
1827 «
1828 «
1829 «
1830
» 1831
» 1832
» 1833
» 1834
» 1835
» 1840

## Wydarzenia w Polsce
- 8 stycznia – na Wawelu został pochowany Prymas Królestwa Polskiego Jan Paweł Woronicz, jego pogrzeb przerodził się w wielką manifestację patriotyczną.
- 17 marca – w Teatrze Wielkim w Warszawie odbył się pierwszy biletowany koncert Fryderyka Chopina.
- 18 marca – cesarz Rosji i król Polski Mikołaj I przemianował - na cześć brata, Aleksandra I - Królewski Uniwersytet Warszawski na Uniwersytet Królewsko-Aleksandrowski.
- 11 maja – Julian Ursyn Niemcewicz odsłonił pomnik Mikołaja Kopernika w Warszawie.
- 11 października – w Warszawie odbył się pożegnalny koncert Fryderyka Chopina, który w listopadzie opuścił Polskę na zawsze.
- 17 października – po wybuchu zwycięskich rewolucji w Belgii i Francji mogących podważyć Święte Przymierze, car Mikołaj I rozkazał przeprowadzenie mobilizacji w armiach polskiej i rosyjskiej.
- 2 listopada – Fryderyk Chopin wyjechał na zawsze z Polski.
- 29 listopada – wybuch powstania listopadowego. W nocy młodzi słuchacze Szkoły Podchorążych Piechoty w Warszawie pod wodzą porucznika Piotra Wysockiego wraz z cywilnymi spiskowcami rozpoczęli powstanie; wzięcie Arsenału.
- 30 listopada – Warszawa została oczyszczona z wojsk rosyjskich. Władzę objęła Rada Administracyjna, dążąca do porozumienia z wielkim księciem Konstantym. Wojska rosyjskie i polskie wierne księciu Konstantemu wycofały się pod Warszawę.
- 1 grudnia – założono Klub Patriotyczny.
- 3 grudnia – Radę Administracyjną Królestwa Polskiego zastąpił Rząd Tymczasowy.
- 4 grudnia – powołanie do życia Gwardii Narodowej w Krakowie. Jej uczestnicy wzmocnili oddziały polskie w Warszawie.
- 5 grudnia – dyktatorem powstania ogłoszono generała Józefa Chłopickiego.
- 18 grudnia
  - Sejm uznał trwające powstanie (listopadowe) za narodowe.
  - wielki pożar w Ciężkowicach, spłonęła połowa miasta, szpital i kościół.
- 21 grudnia – powstanie listopadowe: dyktator Józef Chłopicki rozwiązał Rząd Tymczasowy i powołał w jego miejsce Radę Najwyższą Narodową.
- 29 grudnia – dyktator powstania listopadowego gen. Józef Chłopicki powołał Komisję Rozpoznawczą, zajmującą się osobami podejrzanymi o szpiegostwo na rzecz Rosji.

- Na dziedzińcu wawelskim odbył się nieudany pokaz lotu balonem.
- Biblioteka Czartoryskich posiadała około 70 000 druków i 3 000 rękopisów.

## Wydarzenia na świecie
- 28 stycznia – w Salle Ventadour w Paryżu odbyła się premiera opery komicznej Fra Diavolo z muzyką Daniela Aubera i librettem Eugène'a Scribe'a.
- 3 lutego – na konferencji londyńskiej(inne języki) przyznano niepodległość Grecji.
- 25 lutego – w Paryżu odbyła się premiera dramatu Hernani Victora Hugo.
- Marzec – w Stanach Zjednoczonych po raz pierwszy ukazała się drukiem Księga Mormona.
- 11 marca – w Teatro La Fenice w Wenecji odbyła się premiera opery Capuleti i Montecchi Vincenzo Belliniego.
- 16 marca – została odkryta kometa jednopojawieniowa C/1830 F1.
- 26 marca – opublikowano Księgę Mormona.
- 30 marca – Leopold I został wielkim księciem Badenii.
- 6 kwietnia – powstanie Kościoła Jezusa Chrystusa Świętych w Dniach Ostatnich (Mormoni).
- 3 maja – Anglia: rozpoczęła działalność pierwsza regularna kolejowa linia pasażerska.
- 13 maja – Ekwador wystąpił z Wielkiej Kolumbii.
- 14 czerwca – armia francuska wylądowała w Algierii.
- 18 czerwca – Iyasu IV został cesarzem Etiopii.
- 26 czerwca – Wilhelm IV został królem Wielkiej Brytanii i Hanoweru.
- 5 lipca – Francja rozpoczęła podbój Algierii.
- 18 lipca – uchwalono pierwszą konstytucję Urugwaju.
- 27 lipca – we Francji wybuchła rewolucja lipcowa, która udaremniła próbę powrotu do absolutyzmu.
- 29 lipca – rewolucja lipcowa: abdykował król Francji Karol X Burbon.
- 7 sierpnia – Ludwik Filip I wybrany na króla Francuzów.
- 25 sierpnia – wybuchło powstanie belgijskie przeciwko Królestwu Niderlandów.
- 15 września – podczas otwarcia linii kolejowej Liverpool-Manchester zginął polityk William Huskisson, pierwsza znana ofiara wypadku na kolei.
- 19/20 września – nocą w Brukseli wybuchła rewolucja ludowa.
- 23 września – do Brukseli na czele 12-tysięcznych wojsk niderlandzkich przybył Fryderyk, młodszy syn Wilhelma I Orańskiego, w celu pacyfikacji Belgów.
- 26 września – utworzenie Rządu Tymczasowego w Belgii.
- 26/27 września – w nocy wojska niderlandzkie wycofały się z Brukseli.
- 4 października – belgijski Rząd Tymczasowy wydał dekret, na mocy którego oderwane od Niderlandów prowincje belgijskie stanowić miały odrębne, niepodległe państwo.
- 17 października – wojska holenderskie skapitulowały w Gandawie i wycofały się z miasta.

- Francuzi rozpoczęli podbój Algierii.
- W Ameryce Południowej dokonano podziału Wielkiej Kolumbii na Nową Grenadę (dzisiejszą Kolumbię), Wenezuelę i Ekwador.
- Austriacy stłumili rewolucyjne wrzenie w Państwie Kościelnym, Modenie i Parmie.
- W Stanach Zjednoczonych powstała pierwsza linia kolejowa.
- Ostateczna klęska lamarkizmu.
- Grecja uzyskała niepodległość.
- Katarzyna Labouré doznała objawienia maryjnego, z wydarzeniem tym wiąże się tradycja medalika z Matką Boską Cudowny Medalik

## Urodzili się
- 6 stycznia – Alfred Hegar, niemiecki lekarz, chirurg, ginekolog (zm. 1914)
- 31 stycznia - James Blaine, amerykański polityk, senator ze stanu Maine (zm. 1893)
- 3 lutego – Robert Gascoyne-Cecil, wielokrotny minister spraw zagranicznych i premier Wielkiej Brytanii (zm. 1903)
- 8 lutego – Abdülaziz, sułtan turecki (zm. 1876)
- 15 lutego – Edward Józef Rosaz, włoski biskup, błogosławiony katolicki (zm. 1903)
- 24 lutego - Karolina Světlá, czeska pisarka, feministka (zm. 1899)
- 5 marca – Étienne-Jules Marey, francuski naukowiec, fizjolog, fotograf (zm. 1904)
- 9 marca - Julius Dinder, polski duchowny katolicki pochodzenia niemieckiego, arcybiskup metropolita gnieźnieński i poznański, prymas Polski (zm. 1890)
- 22 kwietnia – Emily Davies, angielska działaczka na rzecz emancypacji kobiet (zm. 1921)
- 23 maja - Bronisław Skibniewski, polski ziemianin (zm. 1904)
- 29 maja – Louise Michel, francuska anarchistka, rewolucjonistka, bojowniczka Komuny Paryskiej, pionierka feminizmu (zm. 1905)
- 8 lipca:
  - Aleksandra z Saksonii-Altenburga, księżna rosyjska (zm. 1911)
  - Karl Emil Krummacher, niemiecki teolog kalwiński (zm. 1899)
- 10 lipca – Camille Pissarro, francuski malarz i grafik (zm. 1903)
- 10 sierpnia
  - Guido Henckel von Donnersmarck, niemiecki przedsiębiorca (zm. 1916)
  - Toshimichi Ōkubo (jap. 大久保利通), japoński mąż stanu, samuraj z Satsumy (zm. 1878)
- 18 sierpnia – Franciszek Józef I, cesarz austriacki (zm. 1916)
- 8 września – Frédéric Mistral, poeta francuski, laureat literackiej Nagrody Nobla za 1904 r. (zm. 1914)
- 10 września – Mikołaj Maria Alberga y Torres, hiszpański franciszkanin, misjonarz, męczennik, błogosławiony katolicki (zm. 1860)
- 12 września - William Sprague, amerykański generał, polityk, przedsiębiorca, senator ze stanu Rhode Island (zm. 1915)
- 13 września – Marie von Ebner-Eschenbach, austriacka pisarka (zm. 1916)
- 15 września – Porfirio Díaz, prezydent Meksyku, dyktator (zm. 1915)
- 17 września – Maria Teresa Bonzel, niemiecka zakonnica, założycielka Ubogich Sióstr Franciszkanek od Wieczystej Adoracji, błogosławiona katolicka (zm. 1905)
- 10 października – Izabela II Hiszpańska, królowa Hiszpanii (zm. 1904)
- 1 listopada – Piotr Almato, hiszpański dominikanin, misjonarz, męczennik, święty katolicki (zm. 1861)
- 26 listopada – Rafał Credo, polski malarz, franciszkanin (zm. 1867)
- 3 grudnia – Frederic Leighton, angielski malarz i rzeźbiarz, czołowy przedstawiciel wiktoriańskiego neoklasycyzmu (zm. 1896)
- 5 grudnia - Christina Rossetti, brytyjska poetka pochodzenia włoskiego (zm. 1894)
- 10 grudnia – Emily Dickinson, poetka amerykańska (zm. 1886)
- Dokładna data nie znana – Albert Brodnicki, rosyjski architekt polskiego pochodzenia

## Święta ruchome
- Tłusty czwartek: 18 lutego
- Ostatki: 23 lutego
- Popielec: 24 lutego
- Niedziela Palmowa: 4 kwietnia
- Wielki Czwartek: 8 kwietnia
- Wielki Piątek: 9 kwietnia
- Wielka Sobota: 10 kwietnia
- Wielkanoc: 11 kwietnia
- Poniedziałek Wielkanocny: 12 kwietnia
- Wniebowstąpienie Pańskie: 20 maja
- Zesłanie Ducha Świętego: 30 maja
- Boże Ciało: 10 czerwca